# Don't You (Forget About Me)
«Don't You (Forget About Me)» (en español: «No te olvides de mí») es una canción de la banda escocesa Simple Minds, escrita por Keith Forsey y Steve Schiff para la banda sonora de la película El club de los cinco (1985).
El sencillo fue editado por la discográfica A&M Records el 20 de febrero de 1985 en Estados Unidos. En Reino Unido se estrenó el 8 de abril. Como cara B se incluyó la extensa y desconocida pieza instrumental de Simple Minds «A Brass Band In African Chimes», que no forma parte del álbum de la película.
«Don't You (Forget About Me)» ha sido el mayor éxito comercial de la banda. Curiosamente, nunca se incluyó en ningún álbum de estudio oficial. Además de la banda sonora oficial de la película, sólo aparece en los álbumes recopilatorios posteriores de la banda. El sencillo ha vendido más de siete millones de copias y está incluido en la lista de los cien sencillos más vendidos de la historia.
La canción se escucha al principio y al final de la película.

## Historia
El tema originalmente no estaba previsto para Simple Minds, por entonces, una agrupación poco conocida fuera del Reino Unido y Europa. A pesar de ello, siempre se pensó en una banda o en un solista británico para interpretarla.
Keith Forsey le preguntó a Cy Curnin de The Fixx, a Bryan Ferry y a Billy Idol para grabar la canción, pero los tres se negaron, sin visualizar el potencial del tema; Idol más tarde se arrepentiría y realizaría una versión de la pieza en 2001 que apareció en su recopilación de grandes éxitos. 
Schiff entonces le sugirió a Forsey involucrar a la banda de new wave Simple Minds para el proyecto. Aunque inicialmente se negaron también, aceptaron la propuesta luego de que su discográfica, A&M Records los persuadiera. Según una versión, «la banda se reorganizó y grabó "Don't You (Forget About Me)" en tres horas en un estudio al norte de Londres y rápidamente se olvidaron de él».
Sin lugar a dudas, la pobre producción y el escaso interés en realizar una banda sonora de calidad para El club de los cinco influyeron notoriamente en la actitud de los involucrados con él, incluyendo a Simple Minds. El grupo sencillamente pensó que sería otra canción más para otra película de tantas.
Sin embargo, y de una forma insospechada, «Don't You (Forget About Me)» se convertiría en su pieza más famosa y se considera la definición por excelencia de una canción de la década de 1980. Después de probar durante años, se les había abierto por fin el mercado americano con una canción que a la banda no le importaba mucho, ni tampoco habían compuesto ellos mismos.
El tema sigue en la misma dirección de su álbum de 1984 Sparkle in the Rain, y también mira hacia atrás en su pasado synthpop melódico. El éxito le llegó en su mejor momento comercial y fue en gran medida impulsado por el notable éxito de la película El club de los cinco. 
La canción se convirtió en un hit número uno en los Estados Unidos. y a nivel mundial. A la fecha ha sido el único primer puesto logrado por Simple Minds en Billboard Hot 100 y en los Mainstream Rock Tracks, donde permaneció en la cima por espacio de tres semanas. Mientras que sólo alcanzó el número siete en el Reino Unido, se mantuvo en las listas de ese país entre 1985-1987, uno de los períodos más largos para cualquier sencillo en la historia de las listas británicas.
En Billboard, ocupó la primera posición por una semana, en el período del 18 al 25 de mayo de 1985, sucediendo a «Crazy for You» de Madonna, siendo desplazada por «Everything She Wants» de Wham!
A pesar de su éxito, la banda continuó mirando a la canción con cierto desencanto, la más obvia en su repertorio posterior. Para sorpresa y desconcierto de sus fanes, fue una notoria ausencia en su siguiente álbum, Once Upon a Time (1985) que incluía el tema «Alive and Kicking», que llegaría al número 3 del Billboard. Dos años después, apareció por primera vez en 1987 en su álbum en directo Live in the City of Light, para algunos años después aparecer en su recopilatorio Glittering Prize 81/92.

## Versiones
Se crearon dos versiones para su lanzamiento, la versión editada de 04:32 minutos que apareció en el sencillo de 45 RPM y la original contenida en la banda sonora de El club de los cinco. Sin embargo, la versión completa y sin cortes fue publicada en un disco de 12 ", que poseía una longitud de tiempo total de 6:32 minutos. La mayoría de los formatos de radio en los Estados Unidos. sólo programaron la versión de 4:32, lo que la convierte en una verdadera rareza para conocer por ese medio.
La etiquetada recopilatorios UTV Records, de. Universal Company. Incluyó la versión completa en su  "Pure 80's Hits"  (2001) colección de varios artistas. A diferencia de otros "raros" largos y de versiones de 12 ", que sólo tiene que añadir "loops" y "repite" para ampliar su programación, esta versión contiene letras extra de la canción, puentes y solos de batería que claramente no están incluidos en la popular versión editada.
John Leland de la revista Spin escribió  que  "Don't You (Forget About Me), es una pista de baile romántico y melancólico, por lo tanto tiene cortes de hielo tanto en la sala de estar como en la pista de baile".
El cantante estadounidense David Cook hizo un cover para la décima temporada de American Idol.
En 2012, la serie norteamericana Victorious hizo una versión para el capítulo, The Breakfast Bunch, es cantada por Victoria Justice, suena al final del episodio y también durante los créditos.
En 2012, la película Pitch Perfect hizo una versión junto a las canciones Price Tag y Give Me Everything, para el final de la película y su banda sonora
En 2014, la serie norteamericana Glee hizo una versión de la canción para el capítulo ``Trio´´, es cantada por Chord Overstreet, Jenna Ushkowitz y Darren Criss. Suena para el principio del capítulo. Somos un Grupo de chicos Acapelas

## Posición en listas
| País                      | Máxima posición |
| ------------------------- | --------------- |
| Dutch Top 40              | 1               |
| UK Singles Chart          | 7               |
| Canada Music Chart        | 1               |
| Billboard Hot 100         | 1               |
| Billboard Top Rock Tracks | 1               |
| Hit Parade Italia         | 2               |
| Ireland Singles Chart     | 3               |
| New Zealand Singles Chart | 3               |
| German Singles Chart      | 4               |
| Australian Singles Chart  | 6               |
| Belgium Singles Chart     | 2               |
| European Hot 100 Singles  | 2               |

## Vídeo musical
El video musical, fue dirigido por Daniel Kleinman. Se lleva a cabo en una pista de baile, en una habitación oscura con una lámpara de araña, un caballo de madera y gran cantidad de televisores Sony, cuyas pantallas están mostrando escenas de "El club de los cinco”. Jim Kerr, líder y cantante de la banda, baila en muchas escenas.
Este trabajo audiovisual tuvo mucha difusión por MTV. Fue nominado en los MTV Video Music Awards 1985 a los premios "Mejor Dirección Artística" y "Mejor Dirección".

## Personal
- Jim Kerr - voz principal y coros
- Charlie Burchill - guitarra eléctrica.
- Michael MacNeil - sintetizadores, sampler y piano eléctrico.
- Derek Forbes - bajo
- Mel Gaynor - batería y coros.